# Alphonsus Maria Leonardus Aloysius Jacot

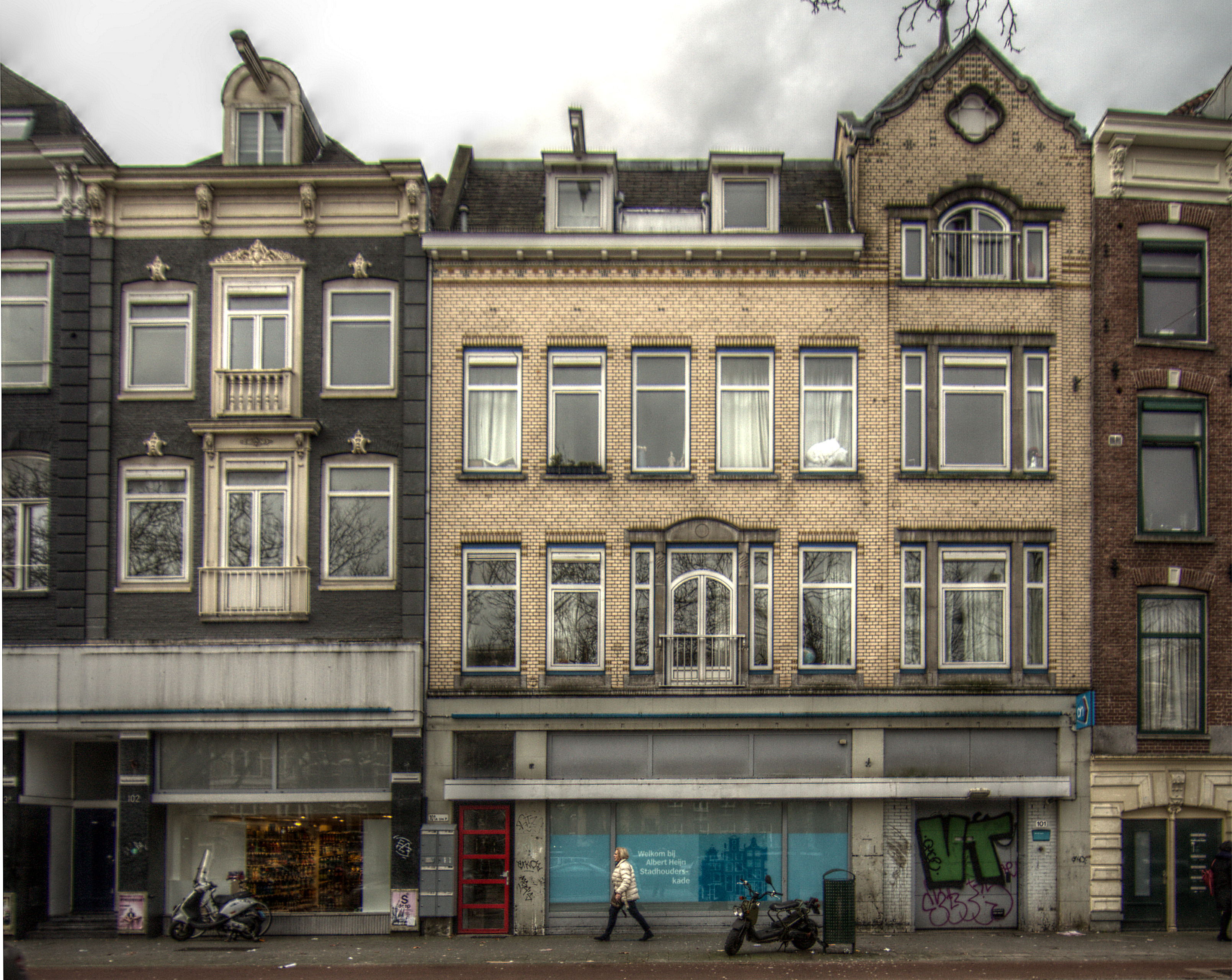
Stadhouderskade 100-101

Alphonsus Maria Leonardus Aloysius Jacot, beter bekend als A. Jacot, ook wel genoemd Albert Jacot, (Amsterdam, 24 september 1864 – Den Haag, 18 november 1927) was een Nederlands architect.                                                                                                                                                                                                                                                                                                             Hij was de zoon van Pieter Jacot (1822 - 1895) en Margaretha Elisabeth Bisschop (1830 - 1905)                                                                                                                                                                    Van 1887 tot 1903 werkte Jacot samen met Willem Oldewelt,onder de naam van A. Jacot & Oldewelt architecten, Singel 514 te Amsterdam.                                                                                                                                                                                Nadat Oldewelt zich in 1903 terugtrok wegens ziekte, werkte Jacot verder met zijn chef de bureau: August Heinrich Zinsmeister (1867 - 1941).                                                                                                    Op het bureau van Jacot en Zinsmeister werkten verder Jan G. Snuif (later gem architect te Rotterdam), Guilaume la Croix (van 1908-1914 totdat hij zich als zelfstandig architect vestigde), J.F. Repko, C.J. Blaauw en J. Crouwel die later ook bekende architecten werden. Opzichters op het bureau waren L. Vervat en J.C. Brandt jr. die resp. 24 en 18 jaar bij Jacot in dienst waren.

## Bouwwerken ontworpen door Jacot.
- Frans van Mierisstraat 90-94, Amsterdam, 1905, kantoor en magazijn De Gruijter & Co’s Transportmaatschappij, die zich in 1920 Koninklijk mag noemen na het verzorgen van de verhuizing van Koning Willem III. In 2004 gebruikt als kunstopslag tijdens de verbouwing van het Rijksmuseum en in 2021 herontwikkeld naar een kleinschalig en zeer hoogwaardig project met 18 woningen inclusief lift en parkeergarage door de architecten Herman Prast en Ronald Hooft van het gelijknamige architectenbureau.
- Stadhouderskade 100-101, Amsterdam, 1907
- Maison de Bonneterie, Kalverstraat/Olieslagerssteeg/Rokin, Amsterdam, met Oldewelt, 1909. De Winkel ging op 21 februari 2014 dicht.                                                                                                        Voor de eigenaar (Jos. Cohen) ontwierp hij villa 'Rosa' aan de Koningslaan te Amsterdam.
- Persilhuis (latere naam), Stadhouderskade 19-20, Amsterdam, verbouwd onder Jacot in 1911, gesloopt in 1972
- Hirschgebouw, Amsterdam, Leidseplein, 1912. (nu zit er een Apple store; Hirsch ging in 1976 failliet)                                                                                                                                                     Voor de firmanten ( A.S. Berg en Sylvain Kahn ) ontwierp hij hun woningen aan de Van Eeghenlaan en de P.C. Hooftstraat.
- Maison de Bonneterie, Den Haag, 1913
- Nederlands Paviljoen Expo 1913 te Gent, voornamelijk de koloniale afdelingen van Nederland in het gebouw.                                                                                                                                               Hierbij werden de 'Voornaamste Producten der Nederlandsche Kolonien' tentoongesteld
- Stalhouderij en tuinmanswoning op Landgoed Brakkesteyn, Nijmegen, 1916
- Visstraat 27, Dordrecht, 1919, gebouwd voor de Dordtse modezaak J.F.A. Busch. In 2016-2017 her- ontwikkeld tot modehuis. In 2019 kreeg het gebouw hiervoor de Dordtse Puienprijs 2019.